# Застава Нове Шкотске
Застава Нове Шкотске се састоји из белог поља на коме се налази плави крст светог Андрије и штита у средини на коме је осликан црвени лав на златној подлози и у црвеном оквиру. Све су ово симболи Шкотске - основа је у ствари инверзна застава Шкотске, а штит је стари краљевски грб Шкотске.